# Commiphora erythraea
Commiphora erythraea es una especie de pequeño árbol caducifolio perteneciente a la familia Burseraceae, una familia afín a Anacardiaceae.

## Descripción
Es un árbol desarmado que alcanza un tamaño de 3-10 m de altura, el tronco bien definido, aunque a veces muy corto, de 12-20 cm de diámetro, corteza blanca exterior, despegando en copos o pequeñas hojas de color verde-azul debajo de la corteza.

## Ecología
Se encuentra con matorrales o bosques de Acacia, Commiphora  en suelos bien drenados, en suelo de arena de bosques caducifolios, matorrales costeros secos, con Combretum, praderas arboladas de Terminalia, en laderas rocosas, tierra roja de arena, desde los 15 a 1900 metros de altitud.
Es muy variable en caracteres de la forma y tamaño del indumento, y dentación  de los foliolos. Algunas colecciones del sur pueden pertenecer a una especie separada cercana de C. kataf, pero también cercana de Commiphora gorinii. Algunas formas de hoja ancha del sur de Etiopía ha sido llamada C. baluensis.
En Arabia Saudita y Yemen la especie se encuentra en peligro.

## Taxonomía
Commiphora erythraea fue descrita por (Ehrenb.) Engl. y publicado en Monographiae Phanerogamarum 4: 20. 1883.
Sinonimia
- Balsamea erythraea Engl.
- Hemprichia erythraea Ehrenb.[3]